# Philip Perceval
Sir Philip Perceval, né en 1605 et mort en 1647, est un homme politique anglais.

## Famille
- John Perceval est sont fils aîné